# 土耳其恐惧
土耳其恐惧（意大利语：Mamma li Turchi；德语：Türkengefahr）是一个历史学术语，表示1453年君士坦丁堡陷落后，特别是在16-17世纪奥斯曼匈牙利期间，特别是在意大利和德国流行的一种宿命论和末日情绪，从莫哈奇战役——1526年和1687年的两次维也纳战役——直到所谓的大土耳其战争的结束。在16世纪，欧洲针对土耳其人出版了大约2500本书（其中1000多件是德语）。在这些出版物中，突出描述了“嗜血的土耳其人”的形象。此外，在1480年至1610年期间，关于土耳其对欧洲的威胁的书籍在数量上是关于开辟新大陆的两倍。